# Francine Moreillon
Pour les articles homonymes, voir Moreillon (homonymie).
 (novembre 2021).
Si vous disposez d'ouvrages ou d'articles de référence ou si vous connaissez des sites web de qualité traitant du thème abordé ici, merci de compléter l'article en donnant les références utiles à sa vérifiabilité et en les liant à la section « Notes et références ».
Francine Moreillon, née le 12 mai 1969 à Coppet, Canton de Vaud, est une skieuse suisse, ayant obtenu un triple prix de championne du monde de freeride durant les années de 1998 à 2000. Elle remporta aussi de nombreux tournois, comme les “Gravity Games”, dans la catégorie freeride, ou encore un titre de championne du monde de Skicross en 2001 ainsi que ses 2 victoires en coupes du monde. Elle devient la doublure de Sophie Marceau dans Le monde ne suffit pas.

## Biographie
Francine Moreillon est la plus jeune de ses 4 sœurs. Son père est pilote de ligne et sa mère est enseignante d'anglais et de gymnastique. Elle commence le ski à l'âge de 3 ans. Elle rejoint ensuite le ski-club d'Isérables.[réf. nécessaire]
Francine a passé une enfance tranquille avec sa mère, son père et ses 3 frères et sœurs. Elle a grandi à Coppet, au bord du lac Léman. Elle a pu commencer à skier à 3 ans, le ski prenant une place importante dans la vie de cette famille. Elle partait s'entraîner le samedi, juste après les l'école, mais quelques années plus tard, sa passion pour le ski commença à empiéter sur sa vie scolaire. Elle a dû changer souvent d’école, car elle devait souvent s’absenter pour mener à bien sa passion. Elle a passé par Lausanne qui l’a refusée pour ses absences, puis elle a aussi étudié au Collège Calvin, mais ceci n’a pas marché, alors elle finit par passer son Bac dans l’école de Montessori.[réf. nécessaire]

## Ski
Elle commence la compétition à l'âge de 9 ans, dans le Ski Club d’Isérables. Très vite le ski alpin devient la discipline où elle s’investit le plus. Elle commence à participer à plusieurs championnats et tout en suivant les compétitions nationales et internationales.[réf. nécessaire]
Durant les années de 1979 à 1989, Francine remporte de nombreux titres de championne valaisanne comme le titre de 2ème en slalom et de 3ème en descente durant le championnats suisses juniors. En 1987, elle participe aux championnats mondiaux de Crans-Montana dans la catégorie slalom et en descente. De 1993 à 1996, à Chamonix, elle finit 3ème au “King of the Hill”, puis en 1996, Francine participe à la première compétition de snowboard extrême à Verbier.[réf. nécessaire]
Et pour finir, elle réussit l’ascension, puis la descente de la face Nord du Mont-Blanc en snowboard, accompagnée par Eva Sandelgard, Marion Schmitz et Nici Pederzolli.[réf. nécessaire]

## Ski Freeride

### saison 1997-1998
C’est durant la saison 1997-1998 que Francine Moreillon commença sa carrière de freerideuse, en finissant première aux Championnats d’Europe de freeski à Chamonix et en finissant aussi première à la Freeride Classic à Courchevel. Elle finirt aussi deuxième au Derby de la Meije, et elle reçoit le prix de championne du monde de ski extrême durant le “Red Bull Snowtbrill” en Alaska,.

### saison 1998-1999
Durant la saison 1998-1999, elle gagna la place de 6ème en skicross féminin au X-Games de Crested, elle finit aussi première au “IFSA Word Tour” et à “l’Eurosport Madmasters”. Elle finit deuxième au “Scandinavian Freeskiing”. Elle fut aussi Championne du monde de ski extrême et participa au “Ski Demo” du “Xtreme Snowboard”.[réf. nécessaire]

### saison 1999-2000
Durant cette saison, elle décrocha la première place en freeride aux Gravity Games, mais aussi durant le freeride de Courchevel. Elle finit deuxième en skicross aux Gravity Games et aux championnats d’Europe de Chamonix. Elle fut aussi championne du monde à Valdez.[réf. nécessaire]

### saison 2000-2001
En plus de finir Vainqueur du “World Tour” de skicross, Francine finit première autant au skicross de Sölden qu'à celui de Val Thorens.